# (19808) Elainemccall
(19808) Elainemccall (2000 SN85) – planetoida z grupy pasa głównego asteroid okrążająca Słońce w ciągu 4,49 lat w średniej odległości 2,72 j.a. Odkryta 24 września 2000 roku.